# Schlegelia
Schlegelia Pflanzengattung aus der Familie der Schlegeliaceae. Die etwa 23 Arten sind in der Neotropis vom östlichen Mexiko bis nach Brasilien, sowie auf den Westindischen Inseln verbreitet.

## Beschreibung

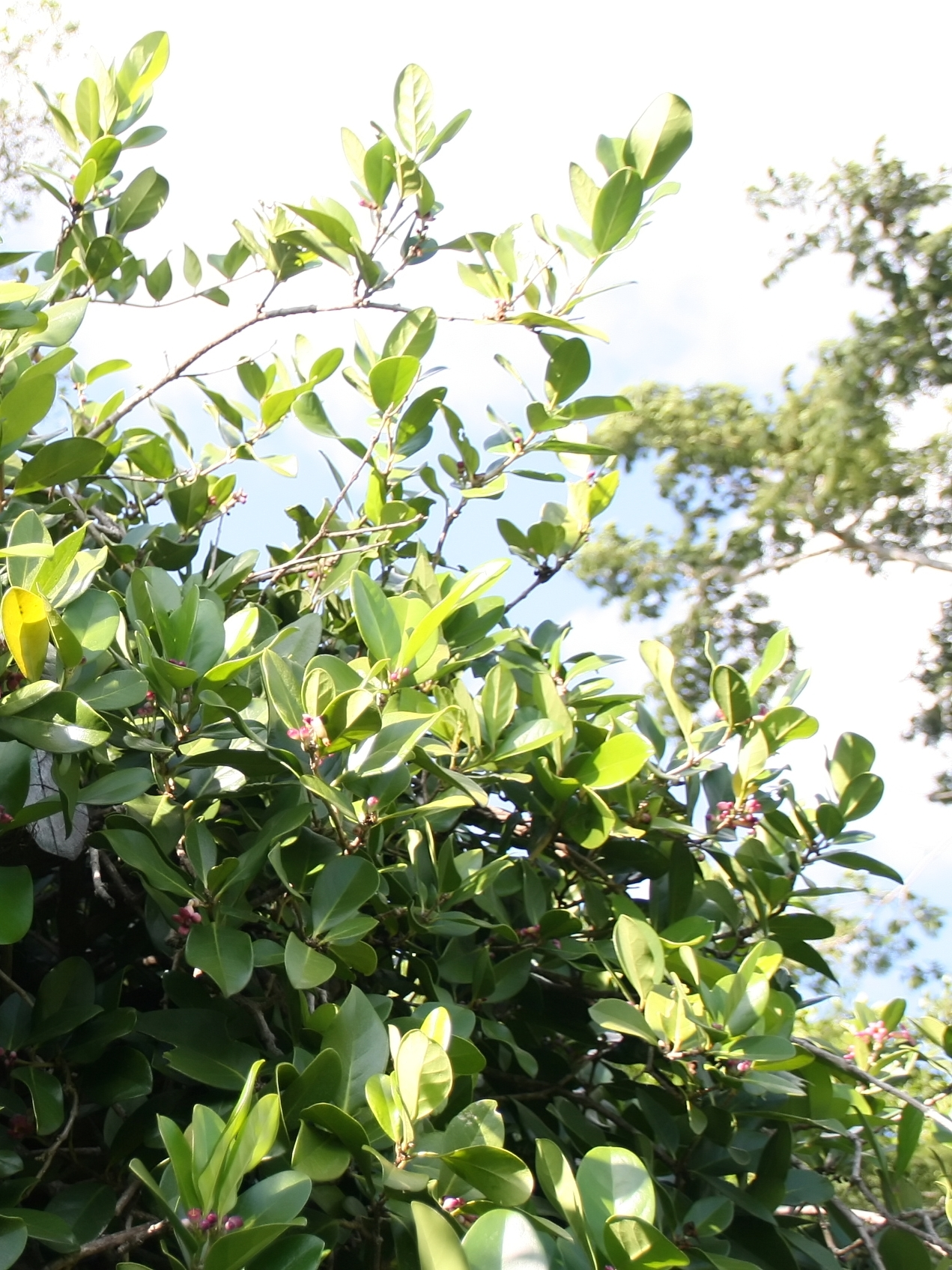
Habitus und Laubblätter von Schlegelia parasitica

### Vegetative Merkmale
Schlegelia-Arten sind Sträucher, verholzende Kletterpflanzen, Lianen oder kleine Bäume, die terrestrisch oder epiphytisch wachsen können. Das Holz weist keine anormale Gefäßbildung auf, die Stämme sind meist drehrund.
Es werden kleine Scheinnebenblätter gebildet, die meist an den Zweigen anliegen. Die gegenständig angeordneten Laubblätter sind in Blattstiel und Blattspreite gegliedert. Die relativ dicken, drehrunden Blattstiele sind an ihrer Basis oftmals gelenkig gebogen. Die einfachen Blattspreiten sind oft lederig, der Blattrand ist ganzrandig. Es liegt Fiedernervatur vor.

### Blütenstände und Blüten
Die end- oder seitenständigen Blütenstände sind rispig, büschelförmig oder traubig. Die Blütenstandsschäfte sind meist verholzt. Die Blütenstandsachsen bilden neben den Blütenstielen oftmals kleine, unauffällige Tragblätter aus.
Die zwittrigen Blüten besitzen eine doppelte Blütenhülle. der fast ledrige Kelch ist röhren- oder becherförmig und ist ganzrandig oder unregelmäßig in kleine Kelchzähne geteilt. Er ist beständig und wird durch die Frucht aufgerissen. Die weiße bis pinke oder rote, selten auch gelbe Krone ist glockenförmig bis schmal röhrenförmig, auf der Außenseite kahl und die der Innenseite der Kronlappen ist mit kleinen, drüsigen Schuppen besetzt. Die fünf Kronlappen sind gerundet.
Die vier fertilen Staubblätter stehen in zwei ungleich gestalteten Paaren. Sie setzen in der unteren Hälfte der Kronröhre an und stehen nicht über die Krone hinaus. Die Staubbeutel sind kahl, ihre Theken stehen gespreizt. Meist ist ein kleines Staminodium ausgebildet. Der Fruchtknoten ist zweifächrig, gelegentlich ist er zur Spitze hin nur einfächrig. Die Plazentation ist mittig auf dem Septum jedes Fruchtknotenfachs ausgerichtet, es sind viele Samenanlagen vorhanden. Der einfache Griffel endet einer zwei- oder selten dreispaltigen Narbe.

### Früchte und Samen
Die meist kugelförmigen Beeren besitzen ein hartes, verkrustetes, nicht aufspringendes Perikarp. In einem „Fruchtfleisch“ sind die Samen eingebettet. Die relativ kleinen, schmalen Samen sind gewinkelt und nicht geflügelt.

## Systematik und Verbreitung
Die Gattung Schlegelia wurde 1844 durch Friedrich Anton Wilhelm Miquel in Botanische Zeitung (Berlin), Band 2, 46, Seite 785 aufgestellt. Der Gattungsname Schlegelia ehrt den deutschen Zoologen und Naturforscher Hermann  Schlegel (1804–1884). Typusart ist Schlegelia violacea Griseb. als Synonym Schlegelia lilacina Miq. Ein Synonym für Schlegelia Miq. ist Dermatocalyx Oerst.
Je nach Autor enthält die Gattung Schlegelia etwa 23 Arten:
- Schlegelia aurea Ducke: Sie kommt im brasilianischen Bundesstaat Amazonas vor.[1]
- Schlegelia axillaris Griseb.: Sie kommt auf Jamaika und den Kleinen Antillen vor.[1]
- Schlegelia brachyantha Griseb.: Sie kommt von Costa Rica bis ins nördlichen Venezuela und von Kuba bis Puerto Rico vor.[1]
- Schlegelia cauliflora A.H.Gentry: Die Heimat ist Peru.[1]
- Schlegelia chocoensis A.H.Gentry: Die Heimat ist Kolumbien und Ecuador.[1]
- Schlegelia darienensis Sandwith: Die Heimat ist Kolumbien und Ecuador.[1]
- Schlegelia dressleri A.H.Gentry: Die Heimat ist Panama und Ecuador.[1]
- Schlegelia fastigiata Schery: Sie ist von Guatemala über Nicaragua sowie Costa Rica und von Kolumbien bis Ecuador verbreitet.[1]
- Schlegelia fuscata A.H.Gentry: Die Heimat reicht von Costa Rica bis Französisch-Guyana und Ecuador.[1]
- Schlegelia hirsuta A.H.Gentry: Dieser Endemit kommt nur im südöstlichen Kolumbien vor.[1]
- Schlegelia macrocarpa Lundell: Die Heimat ist Guatemala.[1]
- Schlegelia macrophylla Ducke: Die Heimat ist Französisch-Guyana und das nördliche Peru.[1]
- Schlegelia monachinoi Moldenke: Die Heimat ist Kolumbien, Ecuador und das nordwestliche Venezuela.[1]
- Schlegelia nicaraguensis Standl.: Sie ist von Mexiko bis Panama verbreitet.[1]
- Schlegelia pandurata (Moldenke) A.H.Gentry: Die Heimat ist Kolumbien und Ecuador.[1]
- Schlegelia paraensis Ducke: Die Heimat reicht von Französisch-Guyana bis zum nördlichen Brasilien.[1]
- Schlegelia parasitica (Sw.) Griseb.: Dieser Endemit kommt nur auf Jamaika vor.[1]
- Schlegelia parviflora (Oerst.) Monach.: Das Verbreitungsgebiet reicht von Mexiko bis zum tropischen Südamerika.[1]
- Schlegelia roseiflora Ducke: Die Heimat ist Französisch-Guyana und Peru.[1]
- Schlegelia scandens (Briq. & Spruce) Sandwith: Die Heimat ist das tropische Südamerika.[1]
- Schlegelia spruceana K.Schum.: Die Heimat reicht von Venezuela bis zum nördlichen Brasilien.[1]
- Schlegelia sulphurea Diels: Die Heimat ist Kolumbien und Ecuador.[1]
- Schlegelia violacea Griseb. (Syn.:Schlegelia lilacina Miq.): Die Heimat reicht von Venezuela bis zum nördlichen Brasilien.[1]

## Nachweise